# Gunnar Bucht
Gunnar Bucht (Stocksund, 5 augustus 1927). is een Zweeds componist, die buiten Zweden weinig bekendheid geniet.

## Biografie
Zijn muzikale loopbaan begon met een studie musicologie aan de Universiteit van Uppsala en een studie compositieleer bij Karl-Birger Blomdahl (1947-1951). Daarna volgden studies bij Carl Orff, Goffredo Petrassi en Max Deutsch. Bucht speelde piano, maar dat instrument liet hij vrij vroeg staan voor een loopbaan als componist en musicoloog. Er verschenen van hem enige publicaties, waaronder een autobiografie (1997) .
Naast componeren was Bucht voornamelijk werkzaam als bestuurder en docent:
- 1956-1959: organisator voor concerten
- 1960-1972: medewerker Zweedse tak van ISCM
- vanaf 1963: docent aan de Universiteit van Stockholm
- 1963-1969: Voorzitter Zweedse Componistenbond
- 1970-1973: Cultureel attaché in Bonn
- 1975-1985: hoogleraar aan de Kungliga Musikhögskolan
- 1987-1993: directeur van Musikhögskolan

In 1987 ontving Bucht de koninklijke onderscheiding Litteris et Artibus.
Gunnar Bucht verdeelt zijn tijd tussen Gotland en Stockholm. Zijn 17e symfonie schreef hij in 2017. Van zijn eigen composities zegt hij dat ze een balans vormen tussen melodie en theorie.

## Leerlingen
Peter Bengtson, Dror Feiler, Erik Förare, Staffan Hedin, Anders Hillborg, Madeleine Isaksson, Thomas Jennefelt, Ingvar Karkoff, Pär Lindgren, Ole Lützow-Holm, Sten Melin, Anders Nilsson, Karin Rehnqvist, Jukka Rekola, Stellan Sagvik, Lars Sandberg,,Jan Sandström, Henrik Strindberg en Tommy Zwedberg

## Oeuvre
- 1949: Thema en variaties (opus 1)
- 1950: Kwintet voor twee violen, twee altviolen en cello (opus 2)
- 1949-1952: Acht pianostukken (opus 3)
- 1950: Introductie en allegro voor strijkorkest (opus 4)
- 1950: Meditatie voor piano en orkest (opus 5)
- 1951: Pianosonate (opus 6)
- 1951: Strijkkwartet nr. 1 (opus 7)
- 1952: Symfonie nr. 1 (opus 8) (eerste uitvoering 7 december 1953)
- 1953: Symfonie nr. 2 (opus 9)
- 1953: Vier bagatellen voor twee violen, altviool en cello (opus 10)
- 1954: Symfonie nr. 3 (opus 11) (eerste uitvoering 17 april 1954)
- 1954: Kantat till  Högre Allmänna Läroverkets i Härnösand 300-årsjubileum op tekst van Bertil Malmberg
- 1954: Celloconcert nr. 1 (opus 12) (eerste uitvoering 27 november 1955)
- 1955: Symfonische fantasie voor orkest (opus 13)
- 1955: Sonate voor piano en slagwerk (opus 14)
- 1955: Vijf liederen voor mezzosopraan en piano (opus 15)
- 1956: Divertimento voor orkest (opus 16)(eerste uitvoering 18 maart 1957)
- 1956: Hommage aan Edith Södergran voor gemengd koor (opus 17)
- 1956: Vi gör en symfonisats på melodierna ”En gång i bredd med mig” en ”Ro, ro till fiskeskär” (1956)
- 1956: Dagen svalnar voor sopraan en piano (opus 18a) op tekst van Södergran
- 1956: Dagen svalnar voor sopraan en orkest (opus 18b)
- 1957: En var sin eigen professor voor tenor, gemengd koor en orkest (opus 19)
- 1957: Kroningsmuziek voor dwarsfluit, trompet, cello, piano en slagwerk (opus 20)
- 1958: Symfonie nr. 4 (opus 21) première 1959
- 1958: La fine della diaspora voor gemengd koor en orkest (opus 22)
- 1958: Canto di ritorno voor gemengd koor a capella (opus 23)
- 1959: Strijkkwartet nr. 2 (opus 24)
- 1959: Pianosonate nr. 2 (opus 25)
- 1959: Ein Wintermärchen voor een mezzo- of baritonstem en acht instrumentalisten op tekst van Friedrich Dürrenmatt (opus 26)
- 1959: Kattens öron voor altsaxofoon, slagwerk, contrabas en spreekstem (opus 27)
- 1959: Klarinetstudie (opus 28)
- 1960: Muziek bij een hoorspel naar William Shakespeares The Tragedy of Richard the Third
- 1960: Flygplan 35, filmmuziek
- 1960: Coupletten en refreinen voor orkest (opus 29)
- 1960: Symfonie nr. 5 (opus 30)(eerste uitvoering 14 januari 1962)
- 1961: Hund skenar glad. Ett spel voor sopraan, dameskoor en muziekensemble (opus 31)
- 1962: Symfonie nr. 6 (opus 32)(eerste uitvoering 20 november 1963)
- 1962-1965: Tronkrävarna; een opera naar Henrik Ibsens Kongsemme (opus 33) (eerste uitvoering 10 september 1966)
- 1965: Sex årstidssånger voor mezzosopraan en piano (opus 34)
- 1965: Strängaspel
- 1968: Fanfare voor toonband
- 1969: Symphonie pour la musique libérée (1969)
- 1970: Jerikos murar
- 1971: Symfonie nr. 7 (eerste uitvoering 26 maart 1972)
- 1972-1973: Lutheriaanse Mis voor solisten, gemengd koor, kinderkoor en orkest naar teksten van Maarten Luther en Thomas Münzer
- 1974: Pour écouter voor orgel
- 1975: Musik för Lau
- 1975: Journées oubliées (1975). Première 1976
- 1976: Met achante voor dwarsfluit, viool, dello, en cembalo
- 1976: Quintetto amichevole
- 1977: Au delà. Première 1979
- 1978: À mon gré voor dwarsfluit, klarinet, harp, celesta, altviool, cello en contrabas
- 1978: Vioolconcert (eerste uitvoering 5 november 1980)
- 1979: The Big Bang – And After. Première 1981
- 1980: Georgica (hiervan is een cd-opname; label: Musica Svaecia); première 1983
- 1981: En clairobscur (voor kamerorkest); première 1982
- 1982: Sinfonia concertante voor dwarsfluit, altviool, harp en orkest.
- 1983: Symfonie nr. 8 (eerste uitvoering 13 september 1984)
- 1983: Musica Bothniae (Botnische muziek met een eerste uitvoering in Haparanda
- 1983-1984: En vår gick jag ut i världen. Roman voor orkest in 16 hoofdstukken. Première 1990.
- 1985: Vier stukken voor de pianist
- 1985: Blad från mitt gulsippeänge. Boek 1 voor klarinet en piano
- 1986: Fresques mobiles pour orkest
- 1986: Unter vollem Einsatz voor orgel en slagwerkers
- 1987: Tönend bewegte Formen
- 1988: Blad från mitt gulsippeänge. Boek 2 voor cembalo solo
- 1989: Konsert för Arholma
- 1990: Symfonie nr. 9 (eerste uitvoering 31 oktober 1990)
- 1990: Celloconcert nr. 2 voor Thor Thedéen met het Göteborg Symfonie Orkest o.l.v. Lev Markiz; 10 januari 1990;
- 1993: Symfonie nr. 10; Sinfonie gracieuse ou l’Apothéose de Berwald (eerste uitvoering 24 augustus 1996)
- 1994: Symfonie nr. 11 (eerste uitvoering 10 januari 1996)
- 1994: Pianoconcert (1994)
- 1995: Coup sur coup voor percussie voor Kroumata-ensemble
- 1996: Rörelser i rummet voor orkest
- 1997: Symfonie nr. 12; Mouvements sonores et accentués voor het Göteborg Symfonie Orkest van Neeme Järvi op 4 september 1998;
- 1997: Strijkkwartet nr. 3
- 1998: Altvioolconcert Concerto de Marle
- 1998-1999: Panta rei. Fragment voor solisten, koor en orkest (1998-1999) op teksten van Herakleitos in een vertaling van Håkan Rehnberg en Hans Ruin
- 1999: Alienus dröm voor orkest(1999)
- 2001: Den starkare. Monodrama voor mezzosopraan en orkest op tekst van August Strindberg
- 2001: Partita voor twee violen
- 2002: Superstrings voor orkest
- 2000-2003: Odysseia; een oratorium voor solisten, koor en orkest naar Nikos Kazantzakis Odysseia. Alleen deel een.
- 2004: Den oändliga melodin, naar een idee van Richard Wagner
- 2004: Tre per due (2004)
- 2005: Quasi una Sinfonia
- 2010: Tonkaraktärer voor orkest
- 2011: Symfoni nr 15
- 2012: Symfoni nr 16
- 2017: Symfoni nr 17

## Bron
- Bucht

- Bibliothèque nationale de France: cb12879956j (data)
- Gemeinsame Normdatei: 102849048
- International Standard Name Identifier: 0000 0001 2131 420X
- Library of Congress Control Number: n83178667
- Nationale Bibliotheek van Letland: 000290243
- MusicBrainz: 2a4e64bc-a6cd-40a5-bb56-f14103a3a657
- Nationale Bibliotheek van Tsjechië: mzk2011666791
- Nationale Bibliotheek van Israël: 987007319975105171
- LIBRIS: 179602
- SNAC: w66d86r6
- Système universitaire de documentation: 160233275
- Virtual International Authority File: 47163544
- WorldCat: E39PBJmhPdQHCXtpbx8xqyvPwC